# Listă de călători și exploratori români

## A
- Eugeniu Alcaz
- Vasile Alecsandri
- Grigore Alexandrescu
- Theodor Aman
- Ioan Artemie Anderco
- Grigore Antipa
- Tudor Arghezi
- Constantin D. Aricescu
- Ion Arseniu
- Dimitrie Asachi
- Gheorghe Asachi
- Bazil G. Assan
- Petre Aurelian

## B
- Anatol Baconsky
- Gheorghe Balș
- George Barițiu
- Jean Bart
- Alexandru Bădauță
- Nicolae Bălcescu
- Simion Bărnuțiu
- Marcu Beza
- Martha Bibescu
- George-Valentin Bibescu
- Franz Binder
- Lucian Blaga
- Aristide Blank
- Nicolae Bogdan
- Dimitrie Bolintineanu
- Cezar Bolliac
- Ioan Borcea
- Alexandru Borza
- Emanoil Boteanu
- Demostene Botez
- Constantin Brâncuși
- Dimitrie Brândză
- Constantin Brătescu
- Dumitru Brătianu
- Emanoil Bucuța
- Teodor Burada

## C
- Crasmaru Mariea[1]
- Eusebiu Camilar
- Constantin Cantacuzino
- George Matei Cantacuzino
- Dimitrie Cantemir
- Constantin Cantilli
- Ioan Casian
- Ion Catina
- George Călinescu
- Raul Călinescu
- Badea Cârțan
- Petru Cercel
- Constantin Chiru
- Ion Chiru-Nanov
- Alexandru Christofi
- Timotei Cipariu
- Miron Costin
- Henri Coandă
- Grigore Cobălcescu
- Nicolae Coculescu
- Teodor Codrescu
- Ion Codru-Drăgușanu
- Petru Comarnescu
- Sandu Colțea
- Nicolae Condiescu
- Ion Conea
- Eugen Costin
- Miron Costin
- Emilian Cristea

## D
- Dumitru Dan - împreună cu Paul Pârvu, Gheorghe Negreanu și Alexandru Pascu, a câștigat în 1923 titlul mondial pentru înconjurul lumii pe jos.
- Samuilă Dămian
- Ioan Droc
- Constantin Dudescu
- Bucura Dumbravă
- Constantin Dumbravă
- Nicolae Dunca

## E
- Mihai Eminescu
- Dionisie Exiguul

## F
- Samuel Fenișel
- Nicolae Filimon
- Gheorghe Flaișlen
- Radu Flondor

## G
- Gala Galaction
- Onisifor Ghibu
- Alecu Ghica
- Elena Ghica
- Ion Ghica
- Dimitrie Ghica-Comănești
- Eugen Ghica-Comănești
- Nicolae Ghica-Comănești
- Toma Petre Ghițulescu
- Neculai Ghimpu
- Constantin Giurescu
- Octavian Goga
- Dinicu Golescu
- Dimitrie Grecescu
- Nicolae Grigorescu
- Dimitrie Gusti

## H
- Nicolae Hagi Stoica
- Mihai Haret
- Mihail Harret
- Ion Heliade Rădulescu
- Calistrat Hogaș
- Johann Martin Honigberger

## I
- Aristide Iarca
- Emilian Iliescu
- Ion Ionescu de la Brad
- Take Ionescu
- Nicolae Iorga
- Constantin Istrati
- Panait Istrati

## J
- Ödön Jakabos
- Constantin Jorescu

## K
- Constantin Kirițescu
- Mihail Kogălniceanu
- Sándor Kőrösi Csoma

## L
- Emanoil Lacu
- Vasile Lucaciu
- Constantin Lăcătușu

## M
- Alexandru Macedonski
- Augustin Maior
- Petru Maior
- Ioan Maiorescu
- Titu Maiorescu
- Constantin Manolesco
- Otilia Marchiș-Bölöni[2]
- Maria Uca Marinescu
- Banul Mărăcine
- Vartolomei Măzăreanu
- Simion Mehedinți
- George Radu Melidon
- Vartan Mestugean
- Inocențiu Micu-Klein
- Vintilă Mihăilescu
- Nicolae Milescu
- Ilarie Mitrea
- Simion Mîndrescu
- George Moceanu
- Constantin Motaș
- Ludovic Mrazec
- George Murgoci

## N
- Mihail Nandrea
- Ion Neculce
- Teodor Negoiță
- Constantin Negri
- Mihail Negru
- Iacob Negruzzi
- Neofit I Cretanul
- Hagi Nifon

## O
- Alexandru Odobescu
- Nicolae Olahus
- George Oprescu

## P
- Anton Pann
- Dimitrie Pappasoglu
- Alexandru Papiu-Ilarian
- Ion Pas
- Vasile Pârvan
- Camil Petrescu
- Cezar Petrescu
- Ion Petrovici
- Ioan Piuariu-Molnar
- Sever Pleniceanu
- Petrache Poenaru
- George Pomuț
- Zenovie Hagi Constantin Pop
- Julius Popper
- Nifon Popescu
- Mihail Popovici
- Eugen Pora
- Florian Porcius
- Radu Porumbaru
- Sextil Pușcariu

## R
- Emil Racoviță
- Francisc Iosif Rainer
- Mihai Ralea
- Dimitrie Ralet
- Dan P. Rădulescu
- Liviu Rebreanu
- Constantin Rosetti
- Radu Rosetti
- Alecu Russo
- Ioan Rusu

## S
- Mihail Sadoveanu
- Traian Săvulescu
- Ion Simionescu
- Sava Simionescu
- Gheorghe Sion
- Ioan Slavici
- Smaranda Gheorghiu
- August von Spiess
- Sabin Stănescu*[3]
- Vasile Stoica
- Grigore M. Sturdza
- Nicolae Suțu

## Ș
- Gheorghe Șincai
- Gheorghe Ștefan
- Grigoriu Ștefănescu
- Barbu Știrbei

## T
- Gheorghe Tattarescu
- Vasile Teodorescu
- Mihai Tican Rumano
- Ioan Timuș
- Nicolae Titulescu
- Grigore Tocilescu
- Nicolae Tonitza
- George Topârceanu
- Ioan Turcu

## Ț
- Grigore Țamblac
- Gheorghe Țițeica

## U
- Alceu Urechia
- Vasile Urechia-Alexandrescu
- Nestor Urechia

## V
- Aurel Varlam
- Elena Văcărescu
- George Vâlsan
- Ienăchiță Văcărescu
- Tudor Vianu
- Victor Vlad Delamarina
- Alexandru Vlahuță
- Vasile Voiculescu
- Iosif Vulcan

## X
- Ioan Xantus
- Alexandru D. Xenopol

## Z
- Duiliu Zamfirescu